# Peter-Olaf Hoffmann
Pour les articles homonymes, voir Hoffmann.
Peter-Olaf Hoffmann (né le 27 mai 1947 à Sankt Peter-Ording) est un homme politique allemand (CDU) qui est maire de Dormagen à plusieurs reprises.

## Biographie
Peter-Olaf Hoffmann est diplômé du lycée en 1966, après quoi il étudie le droit et les sciences politiques à l'université de Fribourg-en-Brisgau et à l'université rhénane Frédéric-Guillaume de Bonn jusqu'en 1971. Après son deuxième examen d'État en 1974, il est juge au tribunal de district de Düsseldorf jusqu'en 1980.
En 1974, il rejoint l'Union chrétienne-démocrate. À l'âge de 28 ans, il devient chef parlementaire de la CDU au conseil municipal de Dormagen. En 1979 et de 1987 à 1989, il est maire de Dormagen. Le 30 août 2009, il est réélu avec 41,1%. Le 25 mai 2014, il n'est étonnamment pas réélu à la mairie: son challenger, le candidat du SPD Erik Lierenfeld, remportée l'élection avec 52,1% dès la première tentative.
De 1980 à 1985, il est membre du Landtag de Rhénanie-du-Nord-Westphalie.
En 1990, il rejoint l'entreprise de traitement des déchets Viersener Trienekens AG. De 2000 à 2010, il est le porte-parole de la direction de l'entreprise de traitement et de recyclage des déchets Cologne mbH (AVG), qu'il cofonde en 1992.

## Famille
Hoffmann est marié et père de deux enfants.